# Minari
Minari （koreansk：미나리）er en amerikansk dramafilm fra 2020, skrevet og instrueret af Lee Isaac Chung. Filmen har Steven Yeun, Han Ye-ri, Alan Kim, Noel Kate Cho, Youn Yuh-jung og Will Patton på rollelisten.
Filmen er baseret på Chungs opvækst og følger en sydkoreansk familie der flytter til det landlige USA i 1980'erne.
Minari havde verdenspremiere på Sundance Film Festival den 26. januar 2020 og vandr både U. S. Dramatic Grand Jury Prize og U. S. Dramatic Audience Award.
Filmen har biografpremiere i Danmark den 6. maj 2021.
Filmen blev nomineret til 6 Oscarstatuetter: Bedste film, bedste instruktør, bedste musik, bedste originale manuskript, bedste mandlige hovedrolle (Yeun) og bedste kvindelige birolle (Youn).
Den vandt også en Golden Globe for bedste udenlandske film, var nomineret til en Screen Actors Guild Award for Outstanding Performance by a Cast in a Motion Picture og var nomineret til 6 British Academy Film Awards inklusiv bedste udenlandske film.

## Produktion

### Udvikling
Chung havde oprindeligt håbet på at filmatisere romanen My Ántonia af Willa Cather, men fandt ud af, at Cather ikke ønskede at folk skulle lave filmversioner af hendes værker. Chung følte sig inspireret til at lave en film om sin egen opvækst på landet.
Chung gik på biblioteket og skrev nogle personlige minder, som han brugte som baggrund til historien.
Chung skrev manuset til Minari i 2018 kort før han tiltrådte en instruktørstilling på Asia Campus ved University of Utah i Incheon.
Han trak fra sin egen barndom hvor han voksede op på en gård i Arkansas, USA. Han citerede Cather og Fyodor Dostoevsky som inspiration i skriveprocessen.
I et interview til The Los Angeles Times snakkede Chung om vanskelighederne ved at trække på sin egen families oplevelser og sagde "Det var meget svært i den forstand, at jeg ved, at mine forældre er private mennesker. Jeg fortalte dem ikke engan at jeg lavede denne film før jeg var i redigeringsrummet med den, efter at jeg havde optaget den, fordi jeg var så bange for, hvad de ville sige."

### Casting
I juli 2019 blev det annonceret at Steven Yeun, Han Ye-ri, Youn Yuh-jung, Will Patton og Scott Haze skulle spille med i filmen.
Han Ye-ri følte i begyndelse at hun ikke kunne spille rollen som Monica, da hun var nødt til at filme Nokdukkot og foreslog at Chun Woo-hee som et alternativ, da hun følte det var vigtigt at en koreansk født kvinde skulle portrættere Monica.

### Filmoptagelse
Filmoptagelserne startede i juli 2019 i Tulsa, Oklahoma, USA.
Optagelserne varede i 25 dage. For at nå deadline for Sundance Film Festival klippede Harry Yoon filmen mens produktionen var i gang.

## Udgivelse
Filmen havde verdenspremiere på Sundance Film Festival den 26 januar 2020.
Oprindeligt skulle filmen have haft en begrænset biografudgivelse den 11 december 2020 og skulle derefter udvides til en bred udgivelse den 12. februar 2021.
Biografudgivelsen blev dog begrænset på grund af Coronaviruspandemien. Filmen fik premiere i udvalgte biografer og virtual cinema i en uge den 11. december 2020.
Filmen åbnede i biograferne i USA den 12. februar 2021, sammen med en virtual cinema screening gennem A24s hjemmeside. I Danmark får filmen premiere 6. maj 2021.